# Saint-Aubin-de-Luigné
Saint-Aubin-de-Luigné è un comune francese soppresso e frazione del dipartimento del Maine e Loira nella regione dei Paesi della Loira. Dal 31 dicembre 2015 si è fuso con il comune di Saint-Lambert-du-Lattay per formare il nuovo comune di Val-du-Layon.

## Società

### Evoluzione demografica
Abitanti censiti